# Cooperstown (Nova York)
Cooperstown és una població dels Estats Units a l'estat de Nova York. Segons el cens del 2000 tenia 2.032 habitants.

## Demografia
Segons el cens del 2000, Cooperstown tenia 2.032 habitants, 906 habitatges, i 479 famílies. La densitat de població era de 509,5 habitants/km².
Dels 906 habitatges en un 23,2% hi vivien nens de menys de 18 anys, en un 41,9% hi vivien parelles casades, en un 8,7% dones solteres, i en un 47,1% no eren unitats familiars. En el 41,4% dels habitatges hi vivien persones soles el 19,2% de les quals corresponia a persones de 65 anys o més que vivien soles. El nombre mitjà de persones vivint en cada habitatge era de 2,05 i el nombre mitjà de persones que vivien en cada família era de 2,83.
Per edats la població es repartia de la següent manera: un 20,2% tenia menys de 18 anys, un 5,4% entre 18 i 24, un 24,7% entre 25 i 44, un 22,8% de 45 a 60 i un 26,9% 65 anys o més.
L'edat mediana era de 45 anys. Per cada 100 dones de 18 o més anys hi havia 76,8 homes.
La renda mediana per habitatge era de 36.992 $ i la renda mediana per família de 50.250 $. Els homes tenien una renda mediana de 39.625 $ mentre que les dones 20.595 $. La renda per capita de la població era de 26.799 $. Entorn del 5% de les famílies i el 10,2% de la població estaven per davall del llindar de pobresa.

## Poblacions més properes
El següent diagrama mostra les poblacions més properes.